# The Haunting (1963)
The Haunting (bra: Desafio do Além; prt: A Casa Maldita) é um filme de terror britânico dirigido e produzido Robert Wise e adaptado por Nelson Gidding do romance A assombração da casa da colina, escrito por Shirley Jackson lançado em 1959. É estrelado por Julie Harris, Claire Bloom, Richard Johnson e Russ Tamblyn.
O roteirista Nelson Gidding começou a adaptar o filme seis meses depois de lero livro de Wise lhe deu. Ele percebeu que o livro era mais sobre colapso mental de fantasmas, apesar de ter sido informado após uma reunião com a autora Shirley Jackson que era mais um romance sobrenatural ,mas os elementos de colapso mental foram introduzidos no filme. Foi rodado na MGM British Studios, no Reino Unido com um orçamento de $1.050 milhões, rodado em Ettington Hall (agora Ettington Park Hotel), em Ettington, Reino Unido. Julie Harris foi escalada por Wise, que encontrou seu ideal nela, como a psicologicamente frágil Eleanor, embora durante a produção ela sofria de depressão e tinha uma relação difícil com seus colegas de elenco. Todos os quartos tinham tetos para criar um efeito claustrofóbico no filme, e no interior foi projetado para ser bem iluminado, para não ter nenhum canto escuro u recessos e decorados em estilo rococó. Numerosos dispositivos e truques foram usados nas filmagens. Wise e o cineasta Davis Boulton planejaram sequências que mantinham a câmera em movimento, utilizando um ângulo preciso.
The Haunting é notável pela personagem lésbica de Claire Bloom, Teodora. Embora o lesbianismo da personagem seja explicitamente mencionado no livro, no filme se torna sutil. Após o seu lançamento em 18 de setembro de 1963, o filme foi muito bem recebido tanto na critica quanto no cinema, apesar do roteiro ser levemente incoerente. Hoje ele alcançou o status de filme cult e é visto por muitos como um dos melhores filmes de terror de todos os tempos da história do cinema, e um dos mais inquietantes. Em 2010, o The Guardian classificou como o 13º melhor filme de todos os tempos, e o diretor Martin Scorsese colocou The Haunting em sua lista como o mais assustador filme de terror de todos os tempos. The Haunting foi lançado em DVD Blu-ray em 15 de outubro de 2013. O filme teve um remake lançado em 1999 com mesmo título.

## Sinopse
O doutor Markway (Richard Johnson) faz uma pesquisa para provar a existência de fantasmas, e com isso, se interessa pela Hill House, uma mansão com 90 anos localizada na Nova Inglaterra, e tem uma história de mortes, violência e loucura. Junto com ele estão Luke Sanderson (Russ Tamblyn), um cético que está para herdar a casa, a misteriosa e clarividente Theodora (Claire Bloom) e a insegura e carente Eleanor Lance (Julie Harris), cujos dons psíquicos a transformam no instrumento de ligação com os espíritos da velha mansão. Gradativamente fica óbvio que eles encontraram algo muito maior e aterrorizante do que poderiam imaginar.

## Elenco
- Julie Harris ... Eleanor "Nell" Lance
- Claire Bloom ... Theodora "Theo"
- Richard Johnson ... Dr. John Markway
- Russ Tamblyn ... Lucke Sanderson
- Fay Compton ... Sra. Sanderson
- Rosalie Crutchley ... Sra. Dudley
- Lois Maxwell ... Grace Markway
- Valentine Dyall ... Sr. Dudley
- Diane Clare ... Carrie Fredericks
- Ronald Adam ... Eldridge Harper

## Produção

### Roteiro
Robert Wise estava em pós-produção em West Side Story, leu um comentário na revista Time da novela The Haunting of Hill House. Wise ao ler o livro, o achou assustador e passou para Nelson Gidding, roteirista quem havia trabalhado em I Want to Live! em 1958. Quando Gidding começou a trabalhar no roteiro, ele percebeu que a história não se tratava de fantasmas, mas sim a compilação dos pensamentos da personagem principal, Eleanor Lance. O roteiro levou cerca de seis meses para ser escrito. Durante este período, Gidding trabalhava sozinho e, embora ele passava alguns de seus trabalhos para Wise para mostrar a ele que o trabalho sobre o roteiro estava progredindo bem. Foram feitas algumas mudanças na história no roteiro. O número de caracteres foi cortada, a história volta foi significativamente reduzida, a maioria dos eventos sobrenaturais descritos no romance foram mantidos fora da tela, e a maior parte da ação foi fixado dentro da casa para aumentar a sensação do público de claustrofobia. O papel de Eleanor como um pária também foi enfatizada. O personagem de Theodora foi dado um sentido mais nítida, um pouco mais de humor negro, a fim de torná-la uma folha para Eleanor. O papel de Lucas foi feita mais irreverente, e Dr. Markway foi feito um personagem mais confiante. O roteiro foi concluído logo após Wise concluir os trabalhos em West Side Story.

### Locação

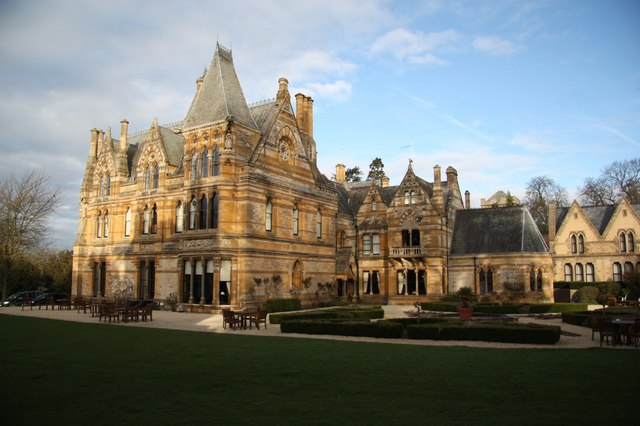
Ettington Hall usado como o exterior de Hill House.

Robert Wise declara The Haunting como um de seus top 10 ou 12 filmes favoritos que ele fez, comentando que foi a sua experiência de tomada de filme favorito. Ettington Hall (agora o Ettington Park Hotel), com suas terras na aldeia de Ettington, Warwickshire, foi usado para cenas exteriores de Hill House. De acordo com Russ Tamblyn, Wise se aproximou de uma sociedade que manteve o controle de casas assombradas britânicas, e deram-lhe uma lista de tais lugares. O desenhista de produção Elliot Scott foi enviado por todo o país a olhar para cada casa, e Wise escolheu pessoalmente Ettington Hall. Algumas pessoas do elenco e produção foram hospedados em Ettington Hall durante a produção do filme. No entanto, Harris e Bloom não se sentiam bem no local, tanto que ao chegarem em Ettington Hall acharam que era "assustador olhar para fora", e Wise teve que tranquilizá-las. O interior foi construído nos estúdios da MGM britânica em Borehamwood, Hertfordshire que foram projetados por Elliot Scott, creditado por Wise como um "grande contribuidor" para The Haunting. Os sets foram projetados para serem bem iluminados, sem cantos escuros ou recessos, e decorados em estilo rococó. Todos os quartos tiveram tetos para criar um efeito claustrofóbico no filme.
Wise diz que seu contrato com a MGM especificou que a imagem só poderia ser filmado em preto-e-branco. Ele tentou dar a Ettington Hall uma aparência mais sinistra através de vários efeitos de iluminação e as configurações da câmera, mas falhou. Wise e Boulton, em seguida, tiveram a ideia de usar no filme câmeras infravermelhas para estabelecer cenas da casa. Estoques de filmes infravermelhos foram rapidamente levados para a locação de filmagens na Bélgica. O novo filme funcionou. Wise sentiu que o filme infravermelho trouxe os "estrias de pedra" e fez o olhar mansão como "mais que uma casa monstro". Wise queria muito fazer The Haunting uma homenagem a Val Lewton, o produtor e escritor com quem ele dirigiu seu primeiro filme, The Curse of the Cat People. Wise diz que a teoria do horror de Lewton era que as pessoas tinham mais medo do desconhecido do que as coisas que eles pudessem ver. A decisão de mostrar menos o que era sobrenatural foi feito muito cedo na pré-produção da imagem. Wise e o cineasta Davis Boulton também queriam fazer distâncias no filme (como corredores) mais longas e mais escura do que o público iria antecipar. Wise aproximou da empresa Panavision, e queria uma lente grande-angular anamórfica. A única lente que a Panavision tinha era 40mm. Wise soube que a empresa estava trabalhando em uma lente de 30mm, mas continha distorções e não estava pronta. Wise continuou a pressionar e, eventualmente, a Panavision deu lente de 30 milímetros com a condição de que Wise assinasse um memorando no qual ele reconhecia que era imperfeita. Wise e Boulton também planejaram cenas que mantinham a câmera em movimento e baixo ângulo utilizando incorporando objetos como panelas e de rastreamento incomuns. Isso levou a alguns dos movimentos de câmera mais ativos da carreira cinematográfica de Wise. Para acentuar a sensação de que a casa estava viva, as cenas exteriores foram filmadas para que as janelas parecessem ter olhos.
Durante as filmagens, Harris sofreu de depressão, e acreditava que seus colegas de elenco não levavam o filme a sério como ela fez. Às vezes, ela chorava em sua cadeira de maquiagem antes de as cenas do dia. Claire Bloom não falou com Harris enquanto as filmagens continuaram, o que agravou sua depressão. Depois, Bloom disse a Harris que a falta de interação tinha ajudado a construir o seu próprio desempenho e as duas mulheres se reconciliaram. Harris incorporou a sua própria depressão em sua performance. Wise aumentou a sensação de conflito de caráter fazendo os personagens "entrarem nas falas dos outros", permitindo que um personagem começasse a falar antes que o outro tenha terminado. Na ocasião, os personagens simplesmente falavam ao mesmo tempo.
Para melhorar o desempenho dos atores durante as cenas em que eles reagem a vozes fora do palco ou sons, Wise e seus editores de som criaram uma trilha sonora de "pré-marcados" de vozes e ruídos. Estes foram reproduzidas durante as filmagens, e Wise diz que melhorou substancialmente as performances de atuação. Embora alguns sons fossem substituídos durante a pós-produção, os sons "pré-marcados" foram deixados na trilha sonora. Os editores de som recolhido e sons criado em uma mansão vazia por uma semana para criar a pré-contagem. Alguns dos sons são muito baixos na faixa de baixo, o que pode causar sensações físicas em alto volume.

## Recepção
The Haunting foi lançado em 18 de setembro de 1963. O filme foi bem recebido pela crítica e pela audiência. Em Houston, Texas, um cinema local promoveu o filme como tão arrepiante que realizou um concurso para ver qual dos quatro patronos conseguiria permanecer durante toda a estréia à meia-noite, cujo prêmio era de 100 dólares. Apesar de incidentes como estes, The Haunting era um sucesso de bilheteria.
The Haunting abriu a recepção mista, o consenso geral é que ele era um filme elegante, mas tinha grandes falhas na trama e faltou emoção. Variety chamou a atuação de eficiente, cinematografia de Davis Boulton extraordinariamente ágil e visualmente emocionante, e desenho de produção de Elliott Scott, da casa "monstruosa", decididamente a estrela do filme. No entanto, o revisor anônimo sentiu o roteiro de Gidding teve "grandes deficiências" em que o enredo era incompreensível em pontos, e a motivação para os personagens era pobre. Bosley Crowther de The New York Times citou The Haunting como "um dos mais conceituados filmes de casas mal-assombradas já produzido", mas supôs que "não há realmente nenhuma razão para isso". Escrevendo na revista The Atlantic, a crítica Pauline Kael chamou o filme de "moderadamente elegante e letrado e caro", mas criticou Russ Tamblyn por ser "fraco [e] cômico". Ela considerou o filme superior ao filme The Birds de Alfred Hitchcock, também lançado em 1963, mas não considero que seja um grande filme. Kael disse dele: 
Não foi um grande filme, mas eu certamente não teria pensado que poderia ofender ninguém. Contudo parte do público em The Haunting não estava apenas entediado, era hostil, como se o filme, por assumindo interesses que não tinha, fez com que se sintam ressentidos ou inferior. Nunca senti isso em uma audiência para filmes ruins... Mas as poucas pessoas espalhadas em The Haunting estavam inquietos e falante, o casal sentado perto de mim. O homem que ameaça ir embora, a mulher assegurando-lhe que algo iria acontecer em seus termos, eles foram enganados: nada aconteceu e, claro, eles perderam o que estava acontecendo o tempo todo, talvez por causa da impaciência nervosa ou uma noção primitiva. Que as coisas reais são físicos.
O filme teve crescimento constante desde o seu lançamento original, e agora tem status de filme cult. O diretor Martin Scorsese colocou The Haunting primeiro em sua lista dos 11 mais assustadores filmes de terror de todos os tempos. Richard Johnson diz que Steven Spielberg considera The Haunting um dos "filmes seminais" de sua juventude, e Robert Wise diz que Spielberg disse-lhe The Haunting era "o filme mais assustador de todos os tempos!" Richard Armstrong em Rough Guide de Cinema (2007) chamou de que "um dos filmes mais assustadores de todos os tempos", e disse que a performance de Julie Harris é encenada  "com uma intensidade que é assustador em si mesmo". Em 2010, o jornal The Guardian classificou-o como o melhor filme de terror de todos os tempos. No entanto, nem todos os críticos pensam tão altamente do filme; Yoram Allon e Neil Labute afirmaram que acreditam que o filme é "francamente exagerado", e o cineasta profissional Russell Evans argumenta que poucas pessoas realmente encontrar o filme chocante ou perturbador. Em novembro de 2012, o filme teve uma classificação de 86% (7.9/10) no Rotten Tomatoes e um 7,6 de 10 no Internet Movie Database (IMDb). O filme foi indicado para o Globo de Ouro de Melhor Diretor (Robert Wise).
Em 2010, a revista Cinema Retro sediou uma exibição do filme em Ettington Hall. Richard Johnson foi um convidado especial no evento e participou de um Q & A, antes da triagem. Johnson disse que ele nunca tinha realmente pisado na sala durante as filmagens, e que esta foi a primeira ocasião, ele tinha sido realmente no interior das instalações. O filme foi mencionado na novela de Dan Simmons, A Winter Haunting.

## Remake
The Haunting teve um remake sob o mesmo título em 1999. O diretor Wes Craven inicialmente trabalhou no projeto, mas abandonou-o. O filme de 1999 dirigido por Jan de Bont e estrelado por Liam Neeson, Catherine Zeta-Jones, Owen Wilson e Lili Taylor, foi duramente criticado. Allon e Labute ironicamente dizem que o filme demonstra que os cineastas modernos pensam que efeitos especiais só nesga e brilhantes pode assustar o público.